# Bernardito Cleopas Auza
Bernardito Cleopas Auza (Talibon, Bohol, 10 de junho de 1959) é um clérigo católico romano filipino e diplomata da Santa Sé.

## Biografia

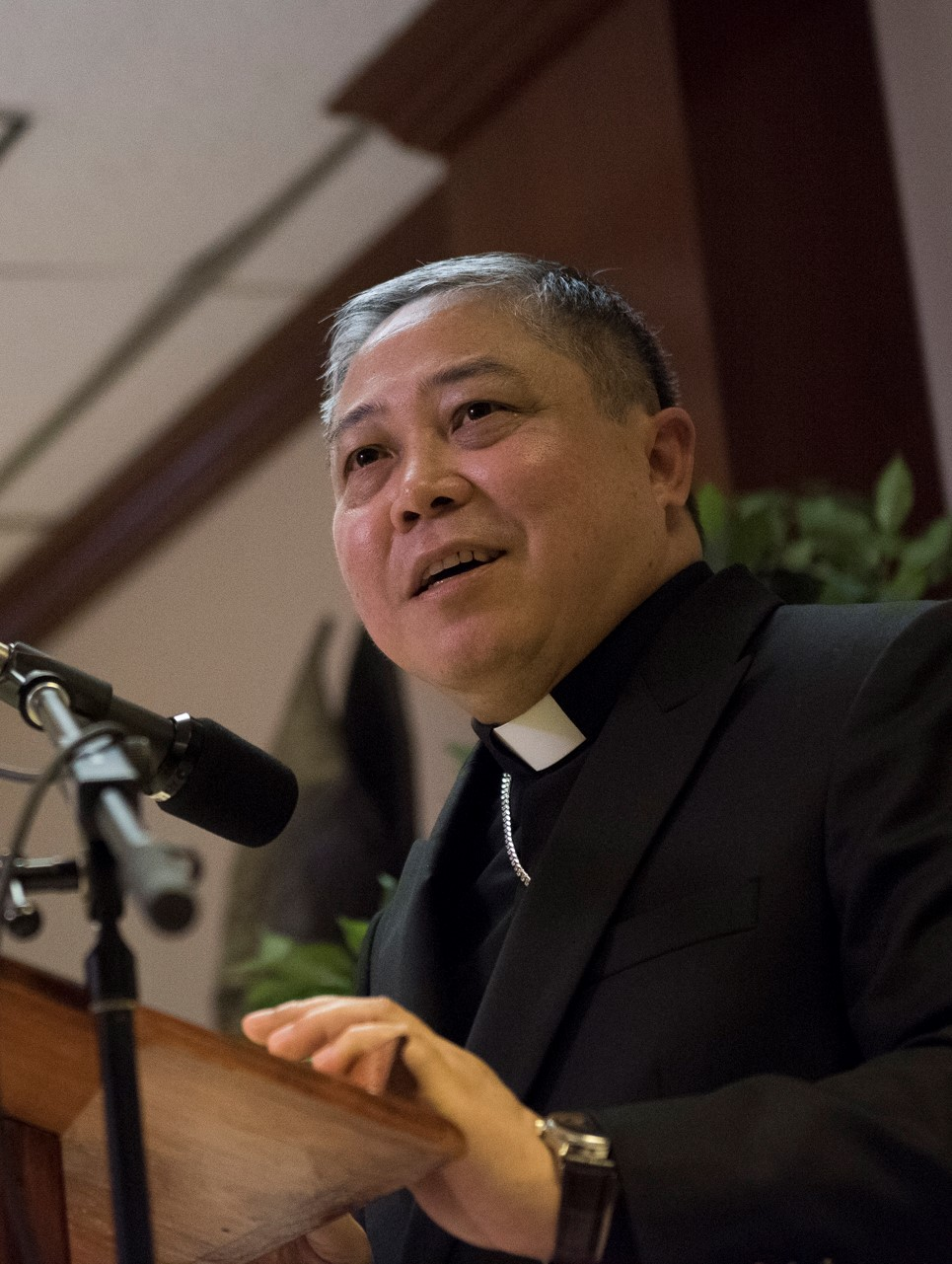

Bernardito Cleopas Auza estudou no seminário de Tagbilaran e foi ordenado sacerdote em 29 de junho de 1985 por Daniel Francis Walsh, Bispo Auxiliar de São Francisco. Completou sua formação teológica na Pontifícia Universidade São Tomás de Aquino, estudou na Pontifícia Academia Eclesiástica e depois ingressou no serviço diplomático da Santa Sé. Serviu em Missões em Madagascar e no Oceano Índico Meridional (1990–93), Bulgária (1993–96), Albânia (1997–98), Secretaria de Estado do Vaticano no Departamento de Relações com Outros Estados (1999-2006) e na Missão Permanente da Santa Sé junto às Nações Unidas (2006-2008).
Em 8 de maio de 2008, o Papa Bento XVI o nomeou ao arcebispo titular de Suacia e núncio apostólico no Haiti. O Cardeal Secretário de Estado Tarcisio Bertone SDB deu-lhe a consagração episcopal em 3 de julho do mesmo ano, na Basílica de São Pedro; os co-consagradores foram o Cardeal Ivan Dias, Prefeito da Congregação para a Evangelização dos Povos, e o Cardeal Jean-Louis Tauran, Presidente do Pontifício Conselho para o Diálogo Inter-religioso.
Após a morte do arcebispo Joseph Serge Miot, que morreu no forte terremoto no Haiti em 2010, ele foi Administrador Apostólico da Arquidiocese de Port-au-Prince até que um sucessor foi nomeado no início de 2011.[carece de fontes?]
Em 2 de julho de 2014, o Papa Francisco o nomeou Observador Permanente da Santa Sé junto às Nações Unidas (ONU) em Nova York. Ele sucedeu Francis Assisi Chullikatt. Duas semanas depois, também foi nomeado Observador Permanente da Santa Sé junto à Organização dos Estados Americanos.
Em 1º de outubro de 2019, o Papa Francisco o nomeou Núncio Apostólico na Espanha e Andorra.
Auza fala tagalo, italiano, inglês, espanhol e francês.
Em 22 de março de 2025, o Papa Francisco o nomeou núncio na União Europeia.